# Decreto 349
O decreto 349 é uma lei cubana de 2018 que exige que artistas obtenham permissão prévia para exposições e apresentações públicas e privadas. A lei foi proposta pela primeira vez em 20 de abril de 2018 pelo presidente cubano Miguel Díaz-Canel e publicada na Gazeta de Cuba em 10 de julho.
A lei dá ao governo cubano o direito de encerrar vendas de arte e livros, exposições, concertos e apresentações que contenham conteúdo proibido. Em particular, a lei proíbe arte que contenha “linguagem sexista, vulgar e obscena” e arte que usa “símbolos nacionais” para “infringir a legislação atual”. Inspetores do governo multam aqueles que infringem a lei e confiscam obras de arte que infrinjam a lei. Os artistas também estão impedidos de vender obras de arte sem a aprovação do governo.
A lei entrou em vigor em 7 de dezembro de 2018. Um grupo de artistas chamado Movimento San Isidro foi formado em setembro de 2018 para protestar a lei.